# Петерсберг (Тюрингія)
Петерсберг (нім. Petersberg) — громада в Німеччині, розташована в землі Тюрингія. Входить до складу району Заале-Гольцланд. Громада підпорядкована адміністрації міста Айзенберг.
Площа — 8,38 км2. Населення становить 284 ос. (станом на 31 грудня 2021).